# La notte più lunga dell'anno
La notte più lunga dell'anno è un film del 2022 diretto da Simone Aleandri.
Il film, è stato presentato fuori concorso al Torino Film Festival 2021.

## Trama
Tutto si svolge in una notte, la più lunga dell'anno. Fra il 21 e 22 dicembre, durante il solstizio d'inverno, nella provincia di una piccola città italiana si intersecano quattro storie personali. Un politico vicino all'abisso, una cubista che vorrebbe cambiare vita, un ragazzo impegnato in una relazione con una donna matura e tre ventenni senza ambizioni che cercano nuove emozioni. Sergio, il benzinaio, osserva questo universo umano i cui accadimenti accelerano improvvisamente nella notte.

## Promozione
Il primo teaser trailer del film è stato diffuso il 2 dicembre 2021.

## Produzione

### Riprese
Tra le località in cui è girato il film vi sono Potenza (il centro storico con le luci natalizie, il ponte Musmeci, le scale mobili Santa Lucia e l'area periferica), Avigliano, Tito e Vaglio Basilicata.

## Distribuzione
Il film è stato distribuito nelle sale cinematografiche italiane da Vision Distribution dal 27 gennaio 2022.